# Johannes Derksen
Johannes (Evangelista) Franziskus Maria Derksen (* 25. Oktober 1898 in Emmerich/Rhein (Rheinprovinz); † 6. Oktober 1973 in Emmerich)  war ein deutscher Schriftsteller und katholischer Priester. Er ist als Bestsellerautor christlicher Belletristik in der DDR, aber auch als Heimatdichter vom Niederrhein bekannt. Die Gesamtauflage seiner Werke liegt bei über 500.000 Exemplaren.

## Leben
Er wurde als zehntes Kind einer seit Generationen in der Stadt Emmerich ansässigen Familie geboren. Der Vater war Inhaber einer Kohlenhandlung und Redakteur einer kleinen Heimatzeitung. Im dritten Lebensjahr starb seine Mutter. Als Obersekundaner wurde er im Januar 1917 zum Heeresdienst im Ersten Weltkrieg eingezogen und kam als Neunzehnjähriger für drei Jahre bei Soissons in französische Kriegsgefangenschaft.
Nach seiner Rückkehr erhielt er als Spätheimkehrer das Reifezeugnis und trat zunächst 1920 eine kaufmännische Lehre an, dann 1922 das Studium der katholischen Theologie an der Westfälischen Wilhelms-Universität in Münster, später im Canisianum in Innsbruck sowie an der Universität Freiburg im Breisgau und im Priesterseminar Schmochtitz bei Bautzen. 1926 empfing er die Priesterweihe und war bis zu seinem Ruhestand 1963 auf verschiedenen Stellen in Zittau (1927–1930), Leipzig (1930–1935), Reichenbach (Vogtland) (1935–1949) und zuletzt in Dresden (1949–1963) tätig, da er sich entschied, nicht in seiner Heimat, sondern im gerade wiedererrichteten Bistum Meißen Seelsorger zu sein. Im Zweiten Weltkrieg wurde er Militärseelsorger im besetzten Polen und Zeuge der Verbrechen gegen die jüdische Bevölkerung. Die Gestapo nahm ihn 1940 für zwei Wochen in Untersuchungshaft.
Nach dem Krieg war er von 1949 bis 1963 Pfarrer der Herz-Jesu-Pfarrei in der Dresdner Johannstadt. Ihm wird der seelsorgliche Wiederaufbau der Gemeinde nach dem Krieg zugeschrieben. Zum 50-jährigen Kirchweihjubiläum erfolgte unter seiner Leitung eine umfassende Renovierung der Kirche sowie die Ausstattung mit neuen Kirchenfenstern nach Entwürfen des Künstlers Bruno Seener, für die Derksen aber die thematischen Vorgaben erarbeitet hatte. Mit 65 Jahren verzichtete er aus gesundheitlichen Gründen auf die Pfarrei und trat in den Ruhestand.

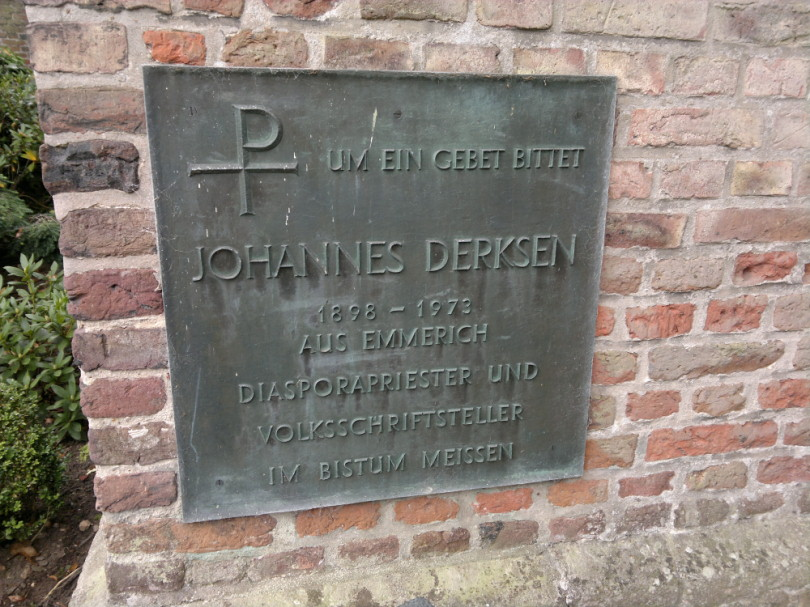
Grab von Johannes Derksen in Hamminkeln-Marienthal bei Wesel.

Er starb bei einem Besuch in seiner Heimatstadt Emmerich und ist auf dem Klosterfriedhof in Marienthal (Gemeinde Hamminkeln) bei Wesel beerdigt. Sein Grab befindet sich außerhalb der Kirche an der Rückseite der Altarwand.

## Ehrungen
1955 wurde er zum Bischöflichen Rat ernannt. Von Papst Johannes XXIII. wurde er 1962 zum Päpstlichen Geheimkämmerer ernannt.
In Emmerich wurde eine Straße nach ihm benannt. An den Wänden der Gedächtniskapelle der Kathedrale Ss. Trinitatis von Dresden (ehem. Katholische Hofkirche) sind 52 Namen von Priestern des Bistums verzeichnet, die in der Zeit der nationalsozialistischen Diktatur verfolgt wurden, darunter auch der Johannes Derksens.

## Werke
Sein Werk besteht aus Erzählbänden aus der Geschichte der Bistümer auf dem Gebiet der DDR sowie über seine niederrheinische Heimat und deren Mundart. Es kam zu zahlreichen Neu- und Parallelausgaben in der DDR und der Bundesrepublik. Aufgeführt ist jeweils die aktuelle Ausgabe eines Werks.
- Emmerich. Unsere Heimatstadt. Emmerich 1934.
- Lebendige Diaspora. Selbstverlag, Leipzig 1934.
- Jan Derk. Der Lebensweg zweier Männer vom Niederrhein um 1800. Verlag der Buchgemeinde, Bonn 1938.
- Kam’rad, nimm mich mit! Missionsdruckerei, Steyl 1940.
- Melaneken von Kalkar. Missionsdruckerei, Steyl 1940.
- Ansprache bei der nachträglichen Bestattungsfeierlichkeit der 189 im Konzentrationslager Lengenfeld ums Leben Gekommenen, 23. Juni 1945. Haun & Sohn, Reichenbach im Vogtland 1945.
- Lebensmorgen. Jugendzeit am Niederrhein. Verlag des Borromäus-Vereins, Bonn 1948.
- Erinnerungen an Bischof Petrus Legge. Benno-Verlag, Leipzig 1952.
- Wir wallen nach Rosenthal. Ein Wallfahrtsbüchlein. Benno-Verlag, Leipzig 1954.
- Festprogramm zum 50jährigen Jubiläum der Herz-Jesu-Kirche, Dresden am 16. November 1955. Herz-Jesu-Pfarrei, Dresden–Johannstadt 1955.
- Die Sternsinger von …. Ein fröhlich-fromm Dreikönigsspiel. Benno-Verlag, Leipzig 1955.
- Johanna Sebus. Die Heldin vom Niederrhein. Ein Lebensbild. Benno-Verlag, Leipzig 1956.
- Ein Spiel von der Auferstehung unseres Herrn. Benno-Verlag, Leipzig 1956.
- Ein Spiel von Freud und Leid bei unseres Herrn Geburt. Benno-Verlag, Leipzig 1956.
- Der Wächter am Strom. Roman eines Helden vom Niederrhein. Benno-Verlag, Leipzig 1959.
- Jan van Kleef. Erzählung vom Niederrhein. Benno-Verlag, Leipzig 1963.
- Der Segen von Griethausen. Eine Erzählung vom Niederrhein. Benno-Verlag, Leipzig 1964.
- Das gefurchte Antlitz. Der heilige Bischof Benno von Meißen unter dem Kreuz seiner verworrenen Zeit. 1010-1106. Ein Lebensgemälde. St. Benno-Verlag, Leipzig 1956, 1964.
- Kaplan Kräuterbein. Schuhgrösse 59 und andere Übertreibungen. 2. verbesserte Auflage, Kyrios-Verlag, Meitingen/Freising 1965.
- Pfarrer Kräuterbein. Schuhgrösse 59 und andere Übertreibungen. Kyrios-Verlag, Meitingen/Freising 1966.
- Der getreue Verwalter. Historischer Roman. Benno-Verlag, Leipzig 1967.
- Unter Pastor Jansens Paraplü. Benno-Verlag, Leipzig 1967.
- Ein Händchen voller Freude. Kurze und längere, manchmal heitere Geschichten für jugendliche Omas und Opas, für die lieben Alten und Kranken, besonders für die, die wie ich noch aus dem vorigen Jahrhundert sind, für ehrwürdige alte Schwestern und für neugierige jüngere Leute aufgeschrieben, erzählt, erdichtet oder erlogen, aber mit einem Körnchen Wirklichkeit darin. Kyrios-Verlag, Meitingen/Freising 1968.
- Proot Platt. Ein Wörterbuch der Emmericher Mundart. Schleipen, Emmerich 1969.
- Über weniges getreu. Das schlichte Wirken Bischof Eids in den Wirren seiner Zeit. 955–992/1015. Benno-Verlag, Leipzig 1969.
- Im verschlossenen Garten. Mönch Ludeger von Altzella 1162–1234. Benno-Verlag, Leipzig 1969.
- Kalendergeschichten. Aus der Schublade von einst und jetzt für jung und alt. Benno-Verlag, Leipzig 1970.
- Hannes, brüll nicht so! Jugendzeit am Niederrhein. Kyrios-Verlag, Meitingen/Freising 1971, ISBN 3-7838-0060-9.
- Kehr um, Norbert! Erzählung aus dem Leben des heiligen Norbert 1082–1134. Benno-Verlag, Leipzig 1971.
- Schnipp, schnapp, schnelle. Kyrios-Verlag, Meitingen/Freising 1972, ISBN 3-7838-0077-3.
- Kleines erhöht Er. Eine Erzählung zu Ehren der Muttergottes von Kevelaer. Benno-Verlag, Leipzig 1974.
- In Gottes Namen voran! Mosaiksteine zu einem Lebensbild des heiligen Willibrord 658–739. 2. Auflage, Benno-Verlag, Leipzig 1976.
- Sie lebte die Liebe. Ein Lebensbild der heiligen Hedwig. 4. Auflage, Benno-Verlag, Leipzig 1984.
- Hochwürden Kräuterbein. Schuhgröße 55 und einige andere Übertreibungen. Benno-Verlag/Cordier, Leipzig/Heiligenstadt 1980, ISBN 3-7462-0409-7.
- Johannes Derksen. Aufgelesene Erzählungen. Emmericher Geschichtsverein, Emmerich 1993.
- Ein Haus voll Glorie. August der Starke und die Hofkirche. Ein historischer Roman. 9. Auflage, Benno-Verlag, Leipzig 1994, ISBN 3-7462-1112-3.
- Hochwürden Kräuterbein. Ein Pfarrer mit Leib und Seele. Benno-Verlag, Leipzig 2002, ISBN 3-7462-1506-4.
- Hedwig von Schlesien. Ein biografischer Roman. Benno-Verlag, Leipzig 2008, ISBN 978-3-7462-2580-7.